# Zettel (Instrumentenbau)

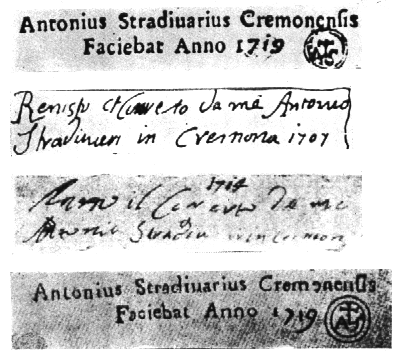
Geigenzettel Stradivaris

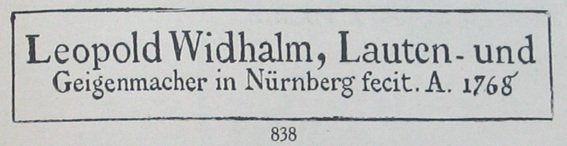
Geigenzettel

Als Zettel wird bei Streich- und Zupfinstrumenten die Herstellerangabe bezeichnet, die sich traditionell auf einem im Inneren des Instruments angebrachten Zettel befindet.

## Anbringung
Der Zettel wird bei der Herstellung eingeklebt, oft in Ergänzung zu einem Brandstempel. Er enthält den Namen des Geigenbauers oder Gitarrenbauers, häufig auch den Ort und das Datum, zuweilen auch eine Serien- oder Herstellungsnummer und die Unterschrift des Baumeisters.
Im 20. Jahrhundert wurden etliche zettellose Geigen anhand von typischen Bau- und Lackmerkmalen großen Meistern zugeordnet. In diese Instrumente klebten die Geigenexperten neue gedruckte Zettel.

## Irreführende Verwendung
Im Laufe des 19. Jahrhunderts und der zunehmenden Produktion von Streichinstrumenten in Manufakturen wurden oft Zettel alter Geigenbaumeister wie Stradivari und Stainer in großem Maße gefälscht und in billige Manufakturinstrumente geklebt. Dies führte dazu, dass man auf Dachböden unzählige vermeintliche Stradivari-, Guarneri- und Stainer-Geigen findet. Diese Zettel beziehen sich in der Regel auf das Modell, nach dem die Geige gefertigt wurde. Während in deutschen Manufakturgeigen (aus Sachsen) häufig Stainerzettel zu finden sind, findet man in den französischen Geigen aus Mirecourt hauptsächlich die Namen italienischer Meister. Weitere Namen, die oft auftauchen: Guarneri, Amati, Klotz, Gasparo da Salò, Giovanni Paolo Maggini, Tecchler. Es gibt in Deutschland Zigtausende von Geigen mit solch einem Zettel. So wurden z. B. in Böhmen, Sachsen und anderswo gerne solche Zettel eingeklebt. Oftmals wollte man sich mit dem berühmten Namen schmücken, oder es handelte sich um ein Instrument, das mehr oder weniger in Anlehnung an das Modell Stradivaris gebaut wurde.

## Serienzettel

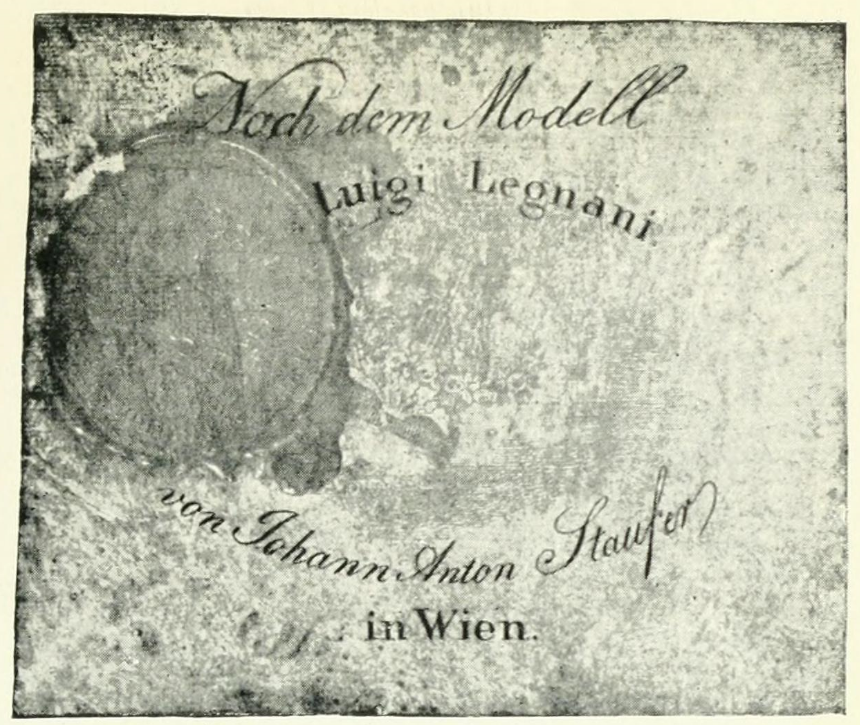
Zettel des Wiener Gitarrenbauers Johann Anton Stauffer

Da bei vielen Zupfinstrumenten, z. B. Gitarren, der Zettel durch das Schallloch sichtbar ist, ist auch bei heutigen Serienmodellen ein Zettel üblich. Dieser enthält statt des Namens des Baumeisters die Marke des Herstellers und statt der Baunummer die Modellangabe.